# Aplidium albicans
Aplidium albicans is een zakpijpensoort uit de familie van de Polyclinidae. De wetenschappelijke naam van de soort is, als Amaroucium albicans, voor het eerst geldig gepubliceerd in 1841 door Henri Milne-Edwards.